# Coquette de Langsdorff
Discosura langsdorffi
Espèce
Synonymes
- Popelairia langsdorffi (Temminck, 1821)

Répartition géographique
Statut de conservation UICN

 LC  : Préoccupation mineure
Statut CITES
La Coquette de Langsdorff (Discosura langsdorffi) est une espèce de colibris de la sous-famille des Lesbiinae et de la tribu des Lesbiini.
Son nom est attribué au naturaliste et homme d'état allemand Georg Heinrich von Langsdorff (1774–1852).

## Distribution
La Coquette de Langsdorff se trouve dans le nord-ouest de Équateur, le sud de la Colombie, l'extrême sud du Venezuela, l'ouest et le nord du Pérou, le nord de la Bolivie ainsi que l'est et l'ouest du Brésil.